# Rhododendron fragariflorum
Rhododendron fragariflorum är en ljungväxtart som beskrevs av F. K. Ward. Rhododendron fragariflorum ingår i släktet rododendron, och familjen ljungväxter. Inga underarter finns listade i Catalogue of Life.